# Balizia
Balizia là một chi thực vật có hoa trong họ Đậu.